# Johann Köteles
Johann Köteles (* 8. März 1930 in Kirchberg am Wechsel) ist ein ehemaliger österreichischer Politiker (SPÖ) und Gewerkschaftssekretär. Köteles war von 1986 bis 1990 Abgeordneter zum Nationalrat.
Köteles besuchte nach der Pflichtschule die Berufsschule und erlernte den Beruf des Maurers. Er spezialisierte sich in einer Abendschule als Fassader, Gipser und Stuckateur und war bei den Firmen Sager Woerner und Demel Rössler beschäftigt. Zuletzt war Köteles Angestellter der Gewerkschaft der Bau- und Holzarbeiter in Wien, wobei er als Zentralsekretär der Gewerkschaft arbeitete. Köteles war Betriebsrat und hatte die Funktion des Zentralbetriebsratsobmanns bei der Firma Sager Woerner inne. Er war zudem Funktionär der Wiener Gebietskrankenkasse, Funktionär der Pensionsversicherungsanstalt der Arbeiter für Wien und Kammerrat der Kammer für Arbeiter und Angestellte für Wien. Er vertrat die SPÖ vom 17. Dezember 1986 bis zum 4. November 1990 im Nationalrat.